# Cerro Huayra Willkhi
Cerro Huayra Willkhi är ett berg i Bolivia.   Det ligger i departementet La Paz, i den centrala delen av landet, 300 km nordväst om huvudstaden Sucre. Toppen på Cerro Huayra Willkhi är 4 034 meter över havet, eller 10 meter över den omgivande terrängen. Bredden vid basen är 0,09 km.
Terrängen runt Cerro Huayra Willkhi är bergig åt nordväst, men åt sydost är den kuperad. Runt Cerro Huayra Willkhi är det glesbefolkat, med 12 invånare per kvadratkilometer.. Närmaste större samhälle är Viloco, 7,6 km söder om Cerro Huayra Willkhi. 
Trakten runt Cerro Huayra Willkhi består i huvudsak av gräsmarker.